# Ko Phithak
Ko Phithak, thailändska เกาะพิทักษ์, är en liten ö i provinsen Chumphon, i Thailand. 

## Geografi
Ko Phithak ligger i Södra Thailand, vid Thailandvikens östra sida, i provinsen (changwat) Chumphon. Ön ligger nära fastlandet och är en dryg kvadratkilometer stor (1,1392 km2) och har ungefär 100 invånare. Invånarna har sin utkomst framför allt av fiske, men det finns också stora odlingar av kokospalmer på ön. Förutom export av koksnötter tillverkas också kokosmjölk till försäljning och export.
Ko Phitak har renommé för sitt miljöskydd och arbetar bland annat för jättemusslans bevarande.

## Turism
Lokalbefolkningen bor i trähus längs kusten, med hus som står högt ovanför vattenlinjen, för att gå fria från tidvattnet. "Song keang" (ส่งแกง) är en tradition på ön som innebär att man delar maträtter mellan varandras hushåll. Bebyggelsen finns på södra och västra sidan av ön med berg i öster som skyddar mot den ihållande vinden. På norra delen av ön finns fina utsiktspunkter, 200 meter över havet.
Ön är känd för sin årliga marathonvandring, som går av stapeln vid lågvatten, när stadsbor i Lang Suan vandrar ut till ön via Pak Nam.
Det finns gott om bra dykställen I närheten av Ko Phithak, bland andra Ko Ngam Yai, Ko Ngam Noi och Ko Rang Ka Chiu som alla tillhör Mu Ko Chumphons nationalpark, en nationalpark som omfattar 317 kvadratkilometer.
Ko Phithak besöks årligen av mer än 100 000 turister.

## Etymologi
Förr i tiden kallade befolkningen i provinsen ön för "Phi Tak" (ผีทัก), som betyder "spökhälsningen".  Namnet har sin upprinnelse i berättelsen om en fiskare som fiskade i öns närhet. Han berättade att han sett skuggan av en människa som vinkade och ropade någonting på avstånd, så han seglade närmare, men skuggan var försvunnen. Ön kom att kallas Phi Tak eftersom skuggan sades ha varit ett spöke. Så småningom blev ön befolkad från fastlandet och dess invånare började då kalla ön "Phi Thak" (พิทักษ์), vilket betyder "skyddad", möjligtvis med tanke på samma spöke. Ko Phithak betyder med andra ord "skyddad ö".

## Klimat
Det tropiska klimatet i Thailand är ett sommarmonsunklimat, med kraftiga monsunregn från maj till oktober och torrtid från oktober till maj. Det är svalast i slutet av regntiden och början på torrtiden. I slutet av torrtiden kan det vara 34–37 grader varmt.